# レッド・ドラゴン
『レッド・ドラゴン』（原題: Red Dragon）は、アメリカの小説家トマス・ハリスによる1981年の小説。ハンニバル・レクターシリーズの1作目。元FBI捜査官を主人公とし、猟奇殺人鬼との対決を描くサイコ・スリラー。
本作は1991年映画『羊たちの沈黙』で有名となったハンニバル・レクターの登場作であり、その原作1作目に数えられるものの、主人公はウィル・グレアム、対決する殺人鬼はフランシス・ダラハイドであり、レクターは脇役である。
1986年に『刑事グラハム/凍りついた欲望』として映画化されたが、上記の『羊たちの沈黙』と『ハンニバル』のヒットを受けて、その続編という形で2002年に再映画化された。

## プロット

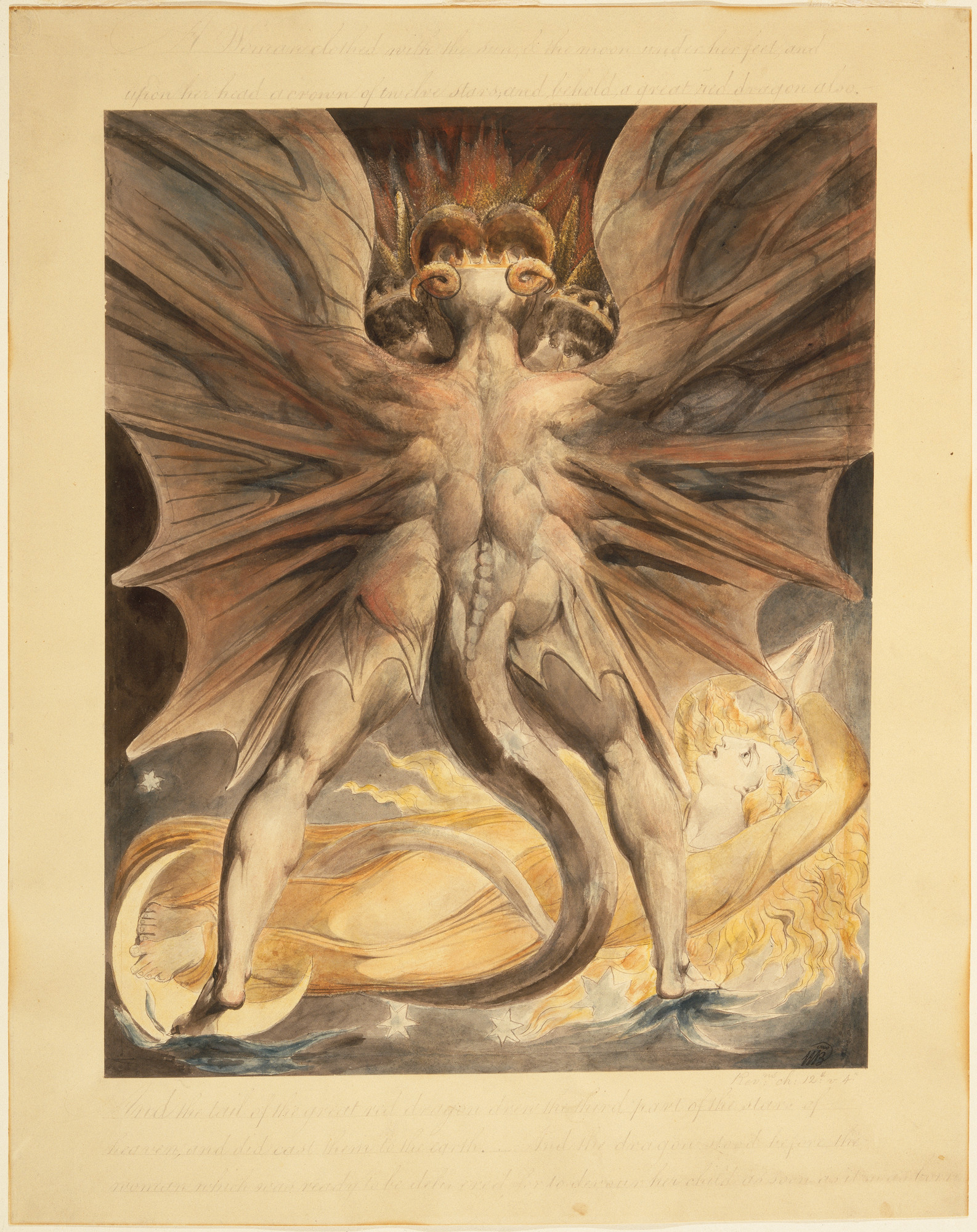
ウィリアム・ブレイクの水彩画『巨大な赤い龍』（ブルックリン美術館所蔵）

1976年、プロファイリング捜査で知られる連邦捜査局（FBI）の優秀な捜査官ウィル・グレアムは、とある連続猟奇殺人事件の捜査で、国際的にも名の知られた精神科医ハンニバル・レクター博士に助言を求める。しかし、そこで他でもないレクターが犯人だと気づく。最終的にレクターは逮捕されるも、その過程でグレアムは重傷を負い、捜査官から引退する。
1979年、アラバマ州バーミンガムで満月の夜に夫婦と子供が自宅で惨殺される事件が起こる。次の満月の夜にもジョージア州アトランタにて同様の手口の事件が発生し、連続猟奇殺人事件と判断される。犯人は未成年の子供がいる中流家庭で戸建ての夫婦を狙い、夜半に侵入すると一家を射殺し、最後に母親の遺体を死姦するとその身体に特徴的な噛み跡を残す、というものであった。この最後の特徴から犯人は「トゥース・フェアリー」（歯の妖精、The Tooth Fairy。日本語訳では「噛みつき魔」）と呼ばれるようになる。捜査に行き詰まったFBI上級捜査官ジャック・クロフォードは、かつての部下グレアムを頼り、彼は渋々引き受ける。
犯行現場を訪れたグレアムは母親の目に残った犯人の指紋や、付近の木に犯人が彫った麻雀の「中」（チュン）の字を発見する。「中」はレッド・ドラゴン（赤竜）を意味し、犯人が自分を竜に擬えていると推理するも、それ以上の手掛かりは掴めない。そこでグレアムは終身刑で、ボルチモア精神異常犯罪者州立病院に収監中のレクターに助言を求める。レクターは、グレアムを褒めつつ、小馬鹿にするような態度も取り、謎めいた助言をする。
「トゥース・フェアリー」の正体はセントルイスの動画制作会社に務めるフランシス・ダラハイドという男であった。ダラハイドは（現在は手術で矯正されているが）重度の口蓋裂を持って生まれたために身体にコンプレックスを持ち、また幼少時は祖母から虐待に等しい躾を受けたことで特に異常な性的衝動を持つなど精神疾患を抱えていた。殺人で残す噛み跡は祖母の入れ歯を使ったものであった。そんな彼はウィリアム・ブレイクの水彩画『巨大な赤い龍』に魅せられており、自分はいずれ偉大なレッド・ドラゴンになると信じている。また解離性障害も見え始め、副人格としての「レッド・ドラゴン」も芽生え始める。
低俗なタブロイド誌の記者フレディ・ラウンズは、グレアムがトゥース・フェアリー事件でレクターと接触したことを知り、記事にする。これを読んだダラハイドはレクターに興味を持ち、手紙を送るようになる。レクターはすぐに送り主がトゥース・フェアリーだと気づき、巧妙な手口で2人は文通するようになる。レクターの狙いは彼を操り、グレアムに復讐することであった。結局、この狙いはグレアムに気づかれ、彼の妻子は保護のため安全なFBIのセーフハウスに移される。レクターは今まで認められていた権利をほぼ取り上げられ、重度の監禁状態に置かれる。
グレアムはラウンズを利用し、彼の取材を受けるという形で、あえてトゥース・フェアリーが怒るような人物像の推理を披露する。これを読んで激怒したダラハイドはラウンズを拉致して惨殺する。この結果に後悔するグレアムに対し、レクターは腹の立つ記者を始末するのに見事な手腕を発揮したと祝福の手紙を送る。
同じ頃、ダラハイドは盲目の同僚女性リーバ・マクレーンに恋心を抱いたことで殺人衝動に葛藤が芽生えるようになる。副人格のレッド・ドラゴンは、そんなダラハイドを許さずに責め、リーバを殺せと唆す。ダラハイドは副人格を克服するため、ブルックリン美術館に向かうと、対応した学芸員を殴って気絶させ、ブレイクの『巨大な赤い龍』の原画を食す。ダラハイドは内なる竜を従属させ、自分が完璧になったと感じ取る。
次の満月が迫り、焦るグレアムは被害者家庭らが作ったホームビデオの制作会社が同じという共通点に気づく。これにより犯人が被害者宅の間取りを知っていた謎も解決する。ダラハイドは、FBIが自分の上司にホームビデオ製作に関わった者の照会を依頼したことを知り、捜査の手が迫っていることに気づく。ダラハイドは最後にリーバに会いたいと思い、彼女を探すが、誤解によって彼女が同僚のラルフ・マンディと今も付き合っていると勘違いする。嫉妬に駆られたダラハイドはマンディを殺害し、リーバを自宅に拉致する。盲目故に状況が掴めないリーバは、そこでダラハイドの告白を聞かされ、彼は自殺することを宣言すると家に火を放ち、散弾銃の発砲音が響く。焼ける家から逃げ出そうとするリーバは床に倒れた死体を確認した後、なんとか脱出に成功する。グレアムは彼女から事情聴取を行い、ダラハイドをトゥース・フェアリーと断定すると共に、ダラハイドへの優しさがあなたの命を救ったのだと彼女を慰める。
焼け跡からダラハイドと見られる焼けた遺体も発見され、事件は解決したと判断される。グレアムは妻子と共にフロリダの自宅に戻る。しかし、生きていたダラハイドが襲撃してくる。グレアムはダラハイドに顔を刺されるが、激しい争いの末に妻モリーがダラハイドを射殺する。グレアムは一命を取り留めるが顔にひどい傷が残ったこと、モリーとはやがて離婚したことが示唆される。その後の調査でクロフォードはダラハイドが偽装自殺していた手口を把握する。また、レクターからグレアムへ送られた手紙を事前に手に入れ、その内容がグレアムの精神を悪化させると判断して焼却する。

## 執筆背景
本作はトマス・ハリスの2作目の小説である。執筆にあたっては1970年代後半にバージニア州クアンティコにあるFBIアカデミーの行動科学課の授業に出席し、捜査官との会話などの取材に基づいている。ここでハリスは連続殺人犯（シリアルキラー）、プロファイリング技術、連続殺人事件捜査におけるFBIの役割について学んだ。
のち、父親が病気で終末期を迎え、ハリスは18ヶ月間、ショットガンハウススタイルの家屋に住むことになり、ここで本作の執筆に専念した。田舎の環境は、物語に描かれたハンニバル・レクターのキャラクターや、ダラハイドの屋敷を描写するのに役立った。本作は父親に献辞されている:12。
本作では脇役で登場したレクターが、後に自身が創作した代表的なキャラクターに成長し、シリーズ化したことについて、ハリスは『レッド・ドラゴン』の再刊行版の後書きで、サイコを操るサイコを始めとした作中での存在感が続編に繋がったとコメントしている。 

## 評価
ニューヨーク・タイムズ紙のトーマス・フレミングは、本作を好意的に評価した。物語展開を馬力のある車が徐々に加速する様子に例えたが、ダラハイドの行動原理が幼少時のトラウマにあることを説明する部分は機械的すぎると不満を述べている。
小説家ジェイムズ・エルロイは本作を「私が今までに読んだ中で最高に純粋なスリラー」と評し、自身の『キラー・オン・ザ・ロード』に影響を与えたと述べている。
スティーヴン・キングは1981年にワシントン・ポスト紙への寄稿で、本作を「アメリカで出版された中では、おそらく『ゴッドファーザー』以来の最高の人気小説である」と称賛した。
イマジン誌でデイブ・プリングルは本作を批評し、「祖母の入れ歯を使って一家全員を殺す男を描いた素晴らしいスリラーである（これは真面目な批評だ）」と評している。

## 翻案作品
- 『刑事グラハム/凍りついた欲望』（Manhunter） - 1986年の映画。
- 『レッド・ドラゴン』（Red Dragon） - 2002年の映画。アンソニー・ホプキンスが演じるハンニバル・レクターシリーズの3作目。
- 『ハンニバル』（Hannibal） - 2013年から2015年にかけて放映されたテレビドラマシリーズ。本作の背景となる1976年のエピソードを基に2013年当時に置き換えて展開される。

## 日本語版
| 出版年 | タイトル                          | 出版社   | 文庫名            | 訳者       | ISBNコード                          | 備考 |
| ------ | --------------------------------- | -------- | ----------------- | ---------- | ----------------------------------- | ---- |
| 1985年 | レッド・ドラゴン                  | 早川書房 | Hayakawa novels   | 小倉多加志 | 4-15-207582-1                       |      |
| 1989年 | レッド・ドラゴン（上下）          | 早川書房 | ハヤカワ文庫 : NV | 小倉多加志 | 4-15-040554-9                       |      |
| 2002年 | レッド・ドラゴン : 決定版（上下） | 早川書房 | ハヤカワ文庫 : NV | 小倉多加志 | 4-15-041019-4 4-15-041020-8         |      |
| 2015年 | レッド・ドラゴン : 新訳版（上下） | 早川書房 | ハヤカワ文庫 : NV | 加賀山卓朗 | 978-4-15-041367-5 978-4-15-041368-2 |      |